# Gilles Remiche
Gilles Remiche (Bruxelles, 1979 – 17 aprile 2022) è stato un attore belga, vincitore nel 2022 del Premio Magritte al migliore attore non protagonista per la sua interpretazione di Kevin in La folle vita.

## Biografia
Studiò alla University of East London e nel 2006 si approcciò al cinema come aiuto regista. Raggiunse il successo con l'interpretazione di La folle vita, diretto da Ann Sirot e Raphaël Balboni. Morì a causa di un tumore all'età di 44 anni.

## Filmografia
- Une parte d'ombre, regia di Samuel Tilman (2017)
- Donne di mondo (Filles de joie), regia di Frédéric Fonteyne e Anne Paulicevich (2020)
- La folle vita (Une vie démente), regia di Ann Sirot e Raphaël Balboni (2020)
- Juwaa, regia di Nganji Mutiri (2022)

## Premi e riconoscimenti
Premio Magritte - 2022
Migliore attore non protagonista per La folle vita (Une vie démente)